# Seelow
Seelow (prononcé en allemand : /ˈzeː.lo/ ; en polonais : Żelów) est une ville d'Allemagne de l'arrondissement de Märkisch-Pays de l'Oder, dans le Land de Brandebourg, en Allemagne.

## Géographie
Seelow est situé dans la région historique du pays de Lubusz, à l'extrême est de l'Allemagne, en bordure sud-ouest de l'Oderbruch. Le centre-ville se trouve à environ 70 kilomètres à l'est de Berlin et 20 kilomètres à l'ouest de la frontière polonaise.
La Bundesstraße 1 (Berlin–Custrin) et la Bundesstraße 167 (Eberswalde–Lebus) se croisent à l'ouest de la ville. La gare de Seelow-Gusow, reliée à la ligne de Prusse-Orientale, se trouve sur le territoire de la commune voisine de Gusow-Platkow.

## Histoire
Le village de Zelou fut mentionné pour la première fois en 1252, lorsqu'il appartenait aux évêques de Lubusz (Lebus). À cette époque, les margraves de Brandebourg ont étendu leur autorité sur le pays de Lubusz. Depuis le XIVe siècle, Seelow était désignée comme une ville (oppidum).
Faisant partie du royaume de Prusse depuis 1701, la ville fut incorporée dans le district de Francfort au sein de la province de Brandebourg en 1816.

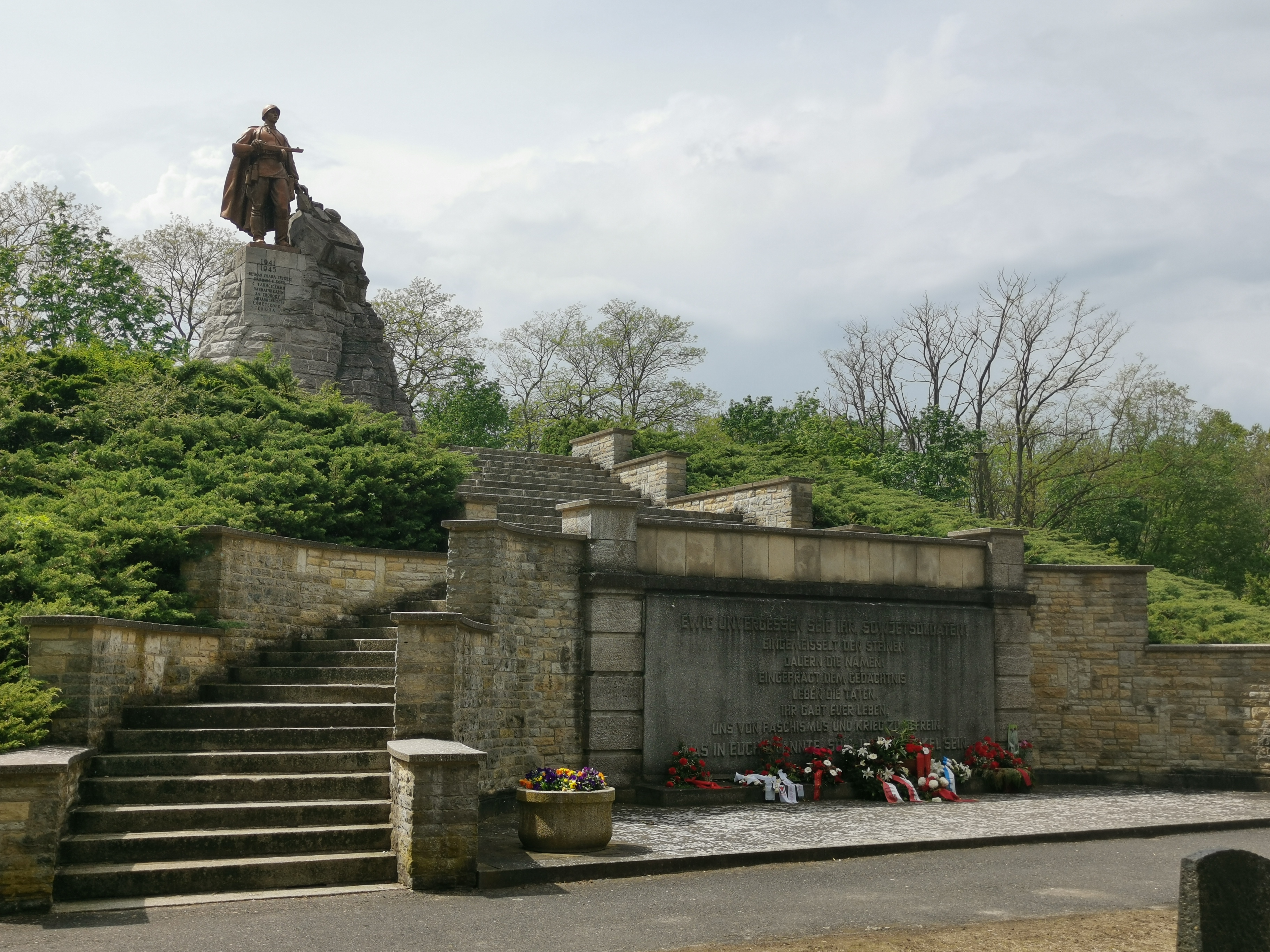
Mémorial de guerre.

Vers la fin de la Seconde Guerre mondiale, la bataille des Hauteurs de Seelow qui a causé tant de pertes a eu lieu du 16 au 18 avril 1945. La victoire contre le groupe d'armées Vistule de la Wehrmacht permit au premier front biélorusse de l'Armée rouge de progresser vers l'ouest pour livrer la bataille de Berlin. La ville fut gravement endommagée pendant les combats.
Jusqu'à la réunification allemande en 1990, la ville faisait partie du district de Francfort-sur-l'Oder au sein de la République démocratique allemande (RDA). 

## Démographie
- Développement de la population dans les limites actuelles. -- Ligne bleue: Population; Ligne pointillée: Comparaison avec le développement de Brandebourg -- Fond gris: Période du régime nazi; Fond rouge: Période du régime communiste
- Évolution récente (ligne bleue) et prévisions sur l'effectif de résidents

| Année | Population |
| ----- | ---------- |
| 1875  | 5 736      |
| 1890  | 5 205      |
| 1910  | 4 492      |
| 1925  | 4 754      |
| 1933  | 4 736      |
| 1939  | 4 420      |
| 1946  | 4 022      |
| 1950  | 4 667      |
| 1964  | 5 652      |
| 1971  | 5 804      |

| Année | Population |
| ----- | ---------- |
| 1981  | 6 304      |
| 1985  | 6 457      |
| 1989  | 6 328      |
| 1990  | 6 231      |
| 1991  | 6 190      |
| 1992  | 6 069      |
| 1993  | 5 943      |
| 1994  | 5 852      |
| 1995  | 5 829      |
| 1996  | 5 875      |

| Année | Population |
| ----- | ---------- |
| 1997  | 5 896      |
| 1998  | 6 028      |
| 1999  | 6 042      |
| 2000  | 6 082      |
| 2001  | 6 054      |
| 2002  | 6 007      |
| 2003  | 5 995      |
| 2004  | 5 896      |
| 2005  | 5 776      |
| 2006  | 5 736      |

| Année | Population |
| ----- | ---------- |
| 2007  | 5 688      |
| 2008  | 5 599      |
| 2009  | 5 575      |
| 2010  | 5 540      |
| 2011  | 5 445      |
| 2012  | 5 464      |
| 2013  | 5 465      |
| 2014  | 5 366      |
| 2015  | 5 387      |
| 2016  | 5 451      |

| Année | Population |
| ----- | ---------- |
| 2017  | 5 415      |
| 2018  | 5 426      |
| 2019  | 5 422      |
| 2020  | 5 394      |

## Jumelages
Seelow est jumelée avec :
| Ville | Ville      | Pays | Pays      | Période     |
| ----- | ---------- | ---- | --------- | ----------- |
|       | Custrine   |      | Pologne   | depuis 1998 |
|       | Międzychód |      | Pologne   | depuis 1998 |
|       | Moers      |      | Allemagne | depuis 1990 |
|       | Nangis,    |      | France    | depuis 1996 |

## Personnalités liées à la ville
- Albert Tschautsch (1843-1922), peintre né à Seelow ;
- Werner Stötzer (1931-2010), sculpteur ayant vécu et travaillé à Seelow ;
- Jutta Lieske, femme politique née à Seelow en 1961 ;
- Manuela Schwesig, femme politique née en 1974 ayant fait ses études secondaires à Seelow.